# Франкения
Франкения (лат. Frankenia) — род растений монотипного семейства Франкениевые (Frankeniaceae), входящего в порядок Гвоздичноцветные (Caryophyllales).

## Ботаническое описание
Однолетние или многолетние травы, полукустарники или кустарники. Ксерофиты и галофиты, с солевыделяющими желёзками. Листья супротивные, плоские или эрикоидные.
Цветки правильные, одиночные в развилках ветвей или собраны в полузонтики. Чашелистиков 4—7, чашечка трубчатая, остающаяся, зубчатая. Лепестков 4—7, розовые или фиолетовое, редко белые, свободные или до середины сросшиеся. Тычинок (3)5—6(8) или они многочисленные, свободные или в основании сросшиеся. Пестик 1, из (2)3(4—5) плодолистиков; столбик тонкий; завязь 1-гнёздная, верхняя, сидячая. Плод — коробочка раскрывающаяся створками, заключённая в остающуюся чашечку. Семена мелкие, яйцевидные или продолговатые.

## Распространение
Встречаются на побережьях морей и солёных озёр в областях с тёплым сухим и субтропическим климатом всех континентов, кроме Антарктиды.

## Виды
По информации базы данных The Plant List (на июль 2016), род включает 73 вида:
- Frankenia adpressa Summerh.
- Frankenia ambita Ostenf.
- Frankenia boissieri Reut. ex Boiss.
- Frankenia brachyphylla (Benth.) Summerh.
- Frankenia bracteata Turcz.
- Frankenia bucharica Basil.
- Frankenia chilensis C.Presl ex Schult. & Schult.f.
- Frankenia chubutensis Speg.
- Frankenia cinerea A.DC.
- Frankenia conferta Diels
- Frankenia confusa Summerh.
- Frankenia connata Sprague
- Frankenia cordata J.M.Black
- Frankenia corymbosa Desf.
- Frankenia crispa J.M.Black
- Frankenia cupularis Summerh.
- Frankenia decurrens Summerh.
- Frankenia densa Summerh.
- Frankenia desertorum Summerh.
- Frankenia drummondii Benth.
- Frankenia eremophila Summerh.
- Frankenia ericifolia C.Sm. ex DC.
- Frankenia fecunda Summerh.
- Frankenia fischeri Hicken
- Frankenia flabellata Sprague
- Frankenia foliosa J.M.Black
- Frankenia georgei Diels
- Frankenia glomerata Turcz.
- Frankenia gracilis Summerh.
- Frankenia gypsophila I.M.Johnst.
- Frankenia hamata Summerh.
- Frankenia hirsuta L.
- Frankenia hispidula Summerh.
- Frankenia interioris Ostenf.
- Frankenia irregularis Summerh.
- Frankenia jamesii Torr. ex A.Gray
- Frankenia johnstonii Correll
- Frankenia juniperoides (Hieron.) M.N.Correa
- Frankenia laevis L. typus[1]
- Frankenia latior Sprague & Summerh.
- Frankenia laxiflora Summerh.
- Frankenia magnifica Summerh.
- Frankenia margaritae Medrano
- Frankenia microphylla Cav.
- Frankenia muscosa J.M.Black
- Frankenia orthotricha (J.M.Black) J.M.Black
- Frankenia pallida Boiss.
- Frankenia palmeri S.Watson
- Frankenia parvula  Turcz.
- Frankenia patagonica Speg.
- Frankenia pauciflora DC.
- Frankenia planifolia Sprague & Summerh.
- Frankenia plicata Melville
- Frankenia pomonensis Pohnert
- Frankenia portulacifolia (Roxb.) Spreng.
- Frankenia pseudoflabellata Summerh.
- Frankenia pulverulenta L. — Франкения порошистая
- Frankenia punctata Turcz.
- Frankenia repens (P.J.Bergius) Fourc.
- Frankenia salina (Molina) I.M.Johnst.
- Frankenia scabra Lindl.
- Frankenia serpyllifolia Lindl.
- Frankenia sessilis Summerh.
- Frankenia setosa W.Fitzg.
- Frankenia stuartii Summerh.
- Frankenia subteres Summerh.
- Frankenia syrtica (Maire & Weiller) Brullo & Furnari
- Frankenia tetrapetala Labill.
- Frankenia thymifolia Desf.
- Frankenia triandra Remy
- Frankenia tuvinica Lomon.
- Frankenia uncinata  Sprague & Summerh.
- Frankenia vidalii Phil.